# Diplacina ismene
Diplacina ismene – gatunek ważki z rodziny ważkowatych (Libellulidae).